# Ágy asztal tévé
Az Ágy asztal tévé a Kispál és a Borz pécsi alternatívrock-együttes harmadik albuma. 1993-ban jelent meg. Az albumról Lovasi András a Wan2 2007 decemberi számában megjelent nyilatkozata alapján a Zsákmányállat című szám vált kiemelkedő közönségkedvenccé, ez koncertek máig elmaradhatatlan eleme.

## Megjelenése
A megjelenést követően, 1993. november–december folyamán a zenekar országos lemezbemutató koncertsorozatot tartott, amelynek során több mint harmincszor léptek fel. A turné utolsó állomására a budapesti Petőfi Csarnokban került sor december 29-én, amelyen közel 10 ezer ember vett részt.

## Fogadtatása
Az Ágy asztal tévé 1993. szeptember 27-én a nyolcadik helyre került a Mahasz Top 40 albumlistáján.

## Számok
1. Neked nem
2. Levesek porból
3. Zsákmányállat
4. Jövőből jövő lövő
5. Előre, Illéri
6. Rezervátom
7. Dal poharakról
8. Jó a világ végéig
9. Tingli-tangli
10. Fűben alvó
11. Bársonyfüggöny
12. Szeretek, szeretek
13. Ágy, asztal, TV
14. Rajtakaptál

## Közreműködők
- Lovasi András – ének, basszusgitár
- Kispál András – szólógitár
- Bräutigam Gábor – dob